# داود الصائغ
كان داود الصائغ سياسيًا شيوعيًا عراقيًا . كان الصايغ محاميًا مسيحيًا من الموصل . انضم إلى الحزب الشيوعي العراقي وانفصل عنه عدة مرات خلال أربعينيات وخمسينيات القرن العشرين . 
كان الصايغ قد انحاز إلى فهد ، زعيم الحزب الشيوعي العراقي ، في انشقاقه عام 1942 . إلا أنه انفصل عنه في فبراير 1944 وشكّل رابطة الشيوعيين العراقيين . ندد الصائغ بقيادة فهد للحزب الشيوعي العراقي، متهمًا إياه بالمغامرة والممارسات غير الديمقراطية . 
أعيد الصائغ إلى الحزب الشيوعي العراقي في عام 1957 . في أوائل عام 1958 ، طُرد الصائغ ، الذي كان آنذاك عضوًا في اللجنة المركزية للحزب الشيوعي العراقي ، من الحزب بعد خلافات مع سلام عادل وأمير عبد الله .   في عام 1959 أسس الصايغ صحيفته الخاصة " المبدأ " . نظم الصايغ حزبه الشيوعي العراقي الخاص ، مع جزء ضئيل من عضوية الحزب الأصلي . تقدم حزب الصائغ بطلب التسجيل باسم " الحزب الشيوعي العراقي " في يناير 1960 كما فعل الحزب الشيوعي العراقي الأصلي . تم الاعتراف بحزب الصايغ بينما رُفض تسجيل الحزب الأصلي .  كان الصائغ صديقًا شخصيًا لعبد الكريم قاسم وتلقى حزبه دعمًا من الحكومة . أصبح الصايغ موضوعًا لهجمات شرسة في الصحافة الشيوعية العراقية والأجنبية . ذكرت صحافة الحزب الشيوعي العراقي ( الأصلية ) أن الصايغ لم يكن يمثل الطبقة العاملة ، وأنه كان يعاني من جنون العظمة . وذكرت أنه أصبح أداة بيد الحكومة لإضعاف الحزب الشيوعي العراقي . من جانبه ، نفى الصايغ هذه الاتهامات ، مؤكدًا أنه كان يمثل قيادة الحزب الأصلية التي تشكلت عام 1934 . 